# Euscyrtus madagascarensis
Euscyrtus madagascarensis är en insektsart som beskrevs av Andrej Vasiljevitj Gorochov 1988. Euscyrtus madagascarensis ingår i släktet Euscyrtus och familjen syrsor. Inga underarter finns listade i Catalogue of Life.